# Orthizema amabile
Orthizema amabile är en stekelart som först beskrevs av Hedwig 1939.  Orthizema amabile ingår i släktet Orthizema och familjen brokparasitsteklar. Inga underarter finns listade i Catalogue of Life.